# Coppa Italia Serie C 2004-2005
La Coppa Italia di Serie C 2004-2005 è stata la ventiquattresima edizione della manifestazione. Il vincitore è stato lo Spezia che si è aggiudicato il trofeo per la sua prima volta nella storia battendo il Frosinone nella finale a doppia sfida.

## La formula
Vengono ammesse alla competizione tutte le squadre che risultano regolarmente iscritte ad un campionato di Serie C.
La competizione si divide in due fasi:
- Fase eliminatoria a gironi: vi partecipano le 83 squadre di serie C1 e serie C2 che non prendono parte alla Coppa Italia maggiore. Le 83 squadre sono suddivise in 13 gironi da 5 squadre e 3 gironi da 6 squadre. Si giocano partite di sola andata e vengono ammesse al turno successivo le prime classificate di ogni girone e le 10 migliori seconde (7 scelte nei gironi a 5 squadre e 3 tra i gironi a 6 squadre).
- Fase ad eliminazione diretta: alle 26 qualificate tramite la fase eliminatoria, si uniscono le 6 squadre che hanno preso parte alla Coppa Italia di A e B (Acireale, Avellino, Como, Lumezzane, Pro Patria, Rimini), per avere un totale di 32 società partecipanti alla fase finale. Tutte le partite della seconda fase si giocano con il criterio della doppia gara (andata e ritorno) con i canonici criteri per la determinazione della squadra vincente alla fine del doppio scontro, per dar vita, via via a sedicesimi, ottavi, quarti e semifinali, quindi le due finali.

Il Napoli, pur militando in Serie C, non partecipò alla manifestazione perché al momento della partenza del torneo il suo status era ancora incerto per le conseguenze dei suoi problemi societari.

## Fase eliminatoria a gironi

### Girone A
| Squadra      | P.ti | G | V | N | P | GF | GS | DR |
| ------------ | ---- | - | - | - | - | -- | -- | -- |
| 1. Ivrea     | 8    | 4 | 2 | 2 | 0 | 4  | 1  | +3 |
| 2. Biellese  | 7    | 4 | 2 | 1 | 1 | 6  | 4  | +2 |
| 3. Sanremese | 5    | 4 | 1 | 2 | 1 | 6  | 5  | +1 |
| 4. Casale    | 4    | 4 | 1 | 1 | 2 | 2  | 5  | -3 |
| 5. Valenzana | 2    | 4 | 0 | 2 | 2 | 3  | 6  | -3 |

| 13 agosto 2004 | Biellese | 0 – 1 | Ivrea |  |

| 14 agosto 2004 | Valenzana | 0 – 1 | Casale |  |

| 18 agosto 2004 | Casale | 0 – 2 | Biellese |  |

| 5 settembre 2004 | Sanremese | 3 – 1 | Valenzana |  |

| 22 agosto 2004 | Biellese | 2 – 1 | Sanremese |  |

| 22 agosto 2004 | Ivrea | 2 – 0 | Casale |  |

| 25 agosto 2004 | Sanremese | 1 – 1 | Ivrea |  |

| 26 agosto 2004 | Valenzana | 2 – 2 | Biellese |  |

| 1º settembre 2004 | Casale | 1 – 1 | Sanremese |  |

| 1º settembre 2004 | Ivrea | 0 – 0 | Valenzana |  |

### Girone B
| Squadra         | P.ti | G | V | N | P | GF | GS | DR |
| --------------- | ---- | - | - | - | - | -- | -- | -- |
| 1. Novara       | 8    | 4 | 2 | 2 | 0 | 5  | 3  | +2 |
| 2. Pro Sesto    | 6    | 4 | 2 | 0 | 2 | 6  | 6  | 0  |
| 3. Pro Vercelli | 5    | 4 | 1 | 2 | 1 | 5  | 5  | 0  |
| 4. Legnano      | 5    | 4 | 1 | 2 | 1 | 4  | 4  | 0  |
| 5. Monza        | 2    | 4 | 0 | 2 | 2 | 2  | 4  | -2 |

| 14 agosto 2004 | Legnano | 1 – 2 | Pro Sesto |  |

| 14 agosto 2004 | Monza | 1 – 1 | Novara |  |

| 18 agosto 2004 | Pro Sesto | 1 – 0 | Monza |  |

| 5 settembre 2004 | Pro Vercelli | 1 – 1 | Legnano |  |

| 22 agosto 2004 | Monza | 1 – 1 | Pro Vercelli |  |

| 22 agosto 2004 | Novara | 2 – 1 | Pro Sesto |  |

| 25 agosto 2004 | Legnano | 1 – 0 | Monza |  |

| 25 agosto 2004 | Pro Vercelli | 0 – 1 | Novara |  |

| 29 agosto 2004 | Novara | 1 – 1 | Legnano |  |

| 1º settembre 2004 | Pro Sesto | 2 – 3 | Pro Vercelli |  |

### Girone C
| Squadra          | P.ti | G | V | N | P | GF | GS | DR |
| ---------------- | ---- | - | - | - | - | -- | -- | -- |
| 1. Cremonese     | 11   | 5 | 3 | 2 | 0 | 6  | 1  | +5 |
| 2. Pavia         | 9    | 5 | 3 | 0 | 2 | 8  | 5  | +3 |
| 3. Montichiari   | 7    | 5 | 2 | 1 | 2 | 3  | 4  | -1 |
| 4. Pizzighettone | 6    | 5 | 2 | 0 | 3 | 3  | 8  | -5 |
| 5. Palazzolo     | 5    | 5 | 1 | 2 | 2 | 3  | 7  | -4 |
| 6. Carpenedolo   | 3    | 5 | 0 | 3 | 2 | 2  | 4  | -2 |

| 29 agosto 2004 | Palazzolo | 1 – 0 | Pizzighettone |  |

| 14 agosto 2004 | Montichiari | 0 – 2 | Cremonese |  |

| 14 agosto 2004 | Pavia | 2 – 1 | Carpenedolo |  |

| 18 agosto 2004 | Cremonese | 1 – 0 | Pavia |  |

| 18 agosto 2004 | Pizzighettone | 1 – 2 | Montichiari |  |

| 5 settembre 2004 | Carpenedolo | 1 – 1 | Palazzolo |  |

| 22 agosto 2004 | Palazzolo | 1 – 1 | Cremonese |  |

| 22 agosto 2004 | Pavia | 1 – 0 | Montichiari |  |

| 22 agosto 2004 | Pizzighettone | 1 – 0 | Carpenedolo |  |

| 25 agosto 2004 | Cremonese | 2 – 0 | Pizzighettone |  |

| 25 agosto 2004 | Montichiari | 0 – 0 | Carpenedolo |  |

| 25 agosto 2004 | Pavia | 4 – 0 | Palazzolo |  |

| 1º settembre 2004 | Carpenedolo | 0 – 0 | Cremonese |  |

| 1º settembre 2004 | Palazzolo | 0 – 1 | Montichiari |  |

| 1º settembre 2004 | Pizzighettone | 3 – 1 | Pavia |  |

### Girone D
| Squadra        | P.ti | G | V | N | P | GF | GS | DR |
| -------------- | ---- | - | - | - | - | -- | -- | -- |
| 1. Cittadella  | 8    | 4 | 2 | 2 | 0 | 7  | 2  | +5 |
| 2. Padova      | 8    | 4 | 2 | 2 | 0 | 5  | 3  | +3 |
| 3. Südtirol    | 7    | 4 | 2 | 1 | 1 | 6  | 4  | +2 |
| 4. Portogruaro | 2    | 4 | 0 | 2 | 2 | 3  | 7  | -4 |
| 5. Belluno     | 1    | 4 | 0 | 1 | 3 | 2  | 7  | -5 |

| 14 agosto 2004 | Belluno | 1 – 1 | Portogruaro-Summaga |  |

| 14 agosto 2004 | Padova | 1 – 1 | Cittadella |  |

| 18 agosto 2004 | Cittadella | 3 – 0 | Belluno |  |

| 22 agosto 2004 | Belluno | 0 – 1 | Südtirol |  |

| 18 agosto 2004 | Südtirol | 1 – 1 | Padova |  |

| 21 agosto 2004 | Portogruaro-Summaga | 1 – 1 | Cittadella |  |

| 28 agosto 2004 | Südtirol | 4 – 1 | Portogruaro-Summaga |  |

| 29 agosto 2004 | Padova | 2 – 1 | Belluno |  |

| 5 settembre 2004 | Cittadella | 2 – 0 | Südtirol |  |

| 5 settembre 2004 | Portogruaro-Summaga | 0 – 1 | Padova |  |

### Girone E
| Squadra      | P.ti | G | V | N | P | GF | GS | DR |
| ------------ | ---- | - | - | - | - | -- | -- | -- |
| 1. Massese   | 9    | 4 | 3 | 0 | 1 | 4  | 2  | +2 |
| 2. Spezia    | 8    | 4 | 2 | 2 | 0 | 4  | 1  | +3 |
| 3. Carrarese | 4    | 4 | 1 | 1 | 2 | 3  | 4  | -1 |
| 4. Sassuolo  | 4    | 4 | 1 | 1 | 2 | 3  | 5  | -2 |
| 5. Reggiana  | 2    | 4 | 0 | 2 | 2 | 3  | 5  | -2 |

| 14 agosto 2004 | Massese | 2 – 1 | Reggiana |  |

| 14 agosto 2004 | Spezia | 2 – 0 | Carrarese |  |

| 18 agosto 2004 | Carrarese | 2 – 0 | Sassuolo |  |

| 18 agosto 2004 | Reggiana | 0 – 0 | Spezia |  |

| 22 agosto 2004 | Sassuolo | 2 – 1 | Reggiana |  |

| 22 agosto 2004 | Spezia | 1 – 0 | Massese |  |

| 28 agosto 2004 | Massese | 1 – 0 | Sassuolo |  |

| 25 agosto 2004 | Reggiana | 1 – 1 | Carrarese |  |

| 1º settembre 2004 | Carrarese | 0 – 1 | Massese |  |

| 1º settembre 2004 | Sassuolo | 1 – 1 | Spezia |  |

### Girone F
| Squadra              | P.ti | G | V | N | P | GF | GS | DR |
| -------------------- | ---- | - | - | - | - | -- | -- | -- |
| 1. SPAL              | 8    | 4 | 2 | 2 | 0 | 8  | 4  | +4 |
| 2. Forlì             | 7    | 4 | 2 | 1 | 1 | 5  | 4  | +1 |
| 3. Mantova           | 7    | 4 | 2 | 1 | 1 | 9  | 5  | +4 |
| 4. Castel San Pietro | 3    | 4 | 1 | 0 | 3 | 7  | 10 | -3 |
| 5. Imolese           | 3    | 4 | 1 | 0 | 3 | 2  | 8  | -6 |

| 14 agosto 2004 | Castel San Pietro | 3 – 1 | Forlì |  |

| 29 agosto 2004 | Mantova | 3 – 0 | Imolese |  |

| 18 agosto 2004 | Forlì | 1 – 0 | Mantova |  |

| 18 agosto 2004 | SPAL | 3 – 1 | Castel San Pietro |  |

| 22 agosto 2004 | Imolese | 0 – 2 | Forlì |  |

| 22 agosto 2004 | Mantova | 2 – 2 | SPAL |  |

| 25 agosto 2004 | Castel San Pietro | 2 – 4 | Mantova |  |

| 25 agosto 2004 | SPAL | 2 – 0 | Imolese |  |

| 1º settembre 2004 | Forlì | 1 – 1 | SPAL |  |

| 1º settembre 2004 | Imolese | 2 – 1 | Castel San Pietro |  |

### Girone G
| Squadra        | P.ti | G | V | N | P | GF | GS | DR  |
| -------------- | ---- | - | - | - | - | -- | -- | --- |
| 1. Lucchese    | 13   | 5 | 4 | 1 | 0 | 12 | 2  | +10 |
| 2. Castelnuovo | 9    | 5 | 3 | 0 | 2 | 5  | 4  | +1  |
| 3. Pistoiese   | 7    | 5 | 2 | 1 | 2 | 7  | 2  | +5  |
| 4. Montevarchi | 7    | 5 | 2 | 1 | 2 | 5  | 7  | -2  |
| 5. Grosseto    | 5    | 5 | 1 | 2 | 2 | 5  | 5  | 0   |
| 6. Aglianese   | 1    | 5 | 0 | 1 | 4 | 4  | 14 | -12 |

| 16 agosto 2004 | Aglianese | 0 – 5 | Lucchese |  |

| 14 agosto 2004 | Castelnuovo | 0 – 1 | Pistoiese |  |

| 29 agosto 2004 | Grosseto | 4 – 1 | Montevarchi |  |

| 18 agosto 2004 | Lucchese | 3 – 1 | Castelnuovo |  |

| 18 agosto 2004 | Pistoiese | 0 – 0 | Grosseto |  |

| 5 settembre 2004 | Montevarchi | 2 – 1 | Aglianese |  |

| 22 agosto 2004 | Aglianese | 1 – 1 | Grosseto |  |

| 22 agosto 2004 | Castelnuovo | 1 – 0 | Montevarchi |  |

| 22 agosto 2004 | Pistoiese | 0 – 1 | Lucchese |  |

| 25 agosto 2004 | Aglianese | 0 – 6 | Pistoiese |  |

| 25 agosto 2004 | Grosseto | 0 – 1 | Castelnuovo |  |

| 25 agosto 2004 | Montevarchi | 1 – 1 | Lucchese |  |

| 29 agosto 2004 | Castelnuovo | 2 – 0 | Aglianese |  |

| 1º settembre 2004 | Lucchese | 2 – 0 | Grosseto |  |

| 1º settembre 2004 | Pistoiese | 0 – 1 | Montevarchi |  |

### Girone H
| Squadra          | P.ti | G | V | N | P | GF | GS | DR |
| ---------------- | ---- | - | - | - | - | -- | -- | -- |
| 1. Pisa          | 10   | 4 | 3 | 1 | 0 | 8  | 0  | +8 |
| 2. Prato         | 7    | 4 | 2 | 1 | 1 | 7  | 4  | +3 |
| 3. Sangiovannese | 5    | 4 | 1 | 2 | 1 | 3  | 3  | 0  |
| 4. Sansovino     | 3    | 4 | 0 | 3 | 1 | 2  | 4  | -2 |
| 5. CuoioCappiano | 1    | 4 | 0 | 1 | 3 | 0  | 9  | -9 |

| 14 agosto 2004 | Sangiovannese | 0 – 1 | Pisa |  |

| 14 agosto 2004 | Sansovino | 0 – 0 | CuoioCappiano |  |

| 18 agosto 2004 | CuoioCappiano | 0 – 3 | Prato |  |

| 18 agosto 2004 | Pisa | 0 – 0 | Sansovino |  |

| 22 agosto 2004 | Sansovino | 1 – 1 | Sangiovannese |  |

| 25 agosto 2004 | Pisa | 5 – 0 | CuoioCappiano |  |

| 28 agosto 2004 | Sangiovannese | 1 – 1 | Prato |  |

| 5 settembre 2004 | CuoioCappiano | 0 – 1 | Sangiovannese |  |

| 5 settembre 2004 | Prato | 3 – 1 | Sansovino |  |

| 21 agosto 2004 | Prato | 0 – 2 | Pisa |  |

### Girone I
| Squadra                 | P.ti | G | V | N | P | GF | GS | DR |
| ----------------------- | ---- | - | - | - | - | -- | -- | -- |
| 1. San Marino           | 10   | 4 | 3 | 1 | 0 | 8  | 1  | +7 |
| 2. Ravenna              | 5    | 4 | 1 | 2 | 1 | 3  | 2  | +1 |
| 3. Vis Pesaro           | 5    | 4 | 1 | 2 | 1 | 4  | 1  | +3 |
| 4. Fano                 | 3    | 4 | 0 | 3 | 1 | 2  | 4  | -2 |
| 5. Bellaria Igea Marina | 2    | 4 | 0 | 2 | 2 | 2  | 8  | -6 |

| 14 agosto 2004 | Fano | 0 – 0 | Ravenna |  |

| 29 agosto 2004 | Vis Pesaro | 3 – 0 | Bellaria Igea Marina |  |

| 18 agosto 2004 | San Marino | 1 – 1 | Vis Pesaro |  |

| 5 settembre 2004 | Bellaria Igea Marina | 2 – 2 | Fano |  |

| 22 agosto 2004 | Fano | 0 – 2 | San Marino |  |

| 22 agosto 2004 | Ravenna | 0 – 0 | Bellaria Igea Marina |  |

| 25 agosto 2004 | Vis Pesaro | 0 – 0 | Fano |  |

| 1º settembre 2004 | Bellaria Igea Marina | 0 – 3 | San Marino |  |

| 1º settembre 2004 | Ravenna | 3 – 0 | Vis Pesaro |  |

| 28 agosto 2004 | San Marino | 2 – 0 | Ravenna |  |

### Girone L
| Squadra           | P.ti | G | V | N | P | GF | GS | DR |
| ----------------- | ---- | - | - | - | - | -- | -- | -- |
| 1. Gualdo         | 12   | 4 | 4 | 0 | 0 | 12 | 5  | +7 |
| 2. Tolentino      | 7    | 4 | 2 | 1 | 1 | 6  | 5  | +1 |
| 3. Gubbio         | 4    | 4 | 1 | 1 | 2 | 10 | 7  | +3 |
| 4. Fermana        | 4    | 4 | 1 | 1 | 2 | 8  | 7  | +1 |
| 5. Sambenedettese | 1    | 4 | 0 | 1 | 3 | 5  | 7  | -2 |

| 14 agosto 2004 | Gubbio | 2 – 3 | Gualdo |  |

| 14 agosto 2004 | Tolentino | 2 – 1 | Fermana |  |

| 18 agosto 2004 | Fermana | 3 – 0 | Gubbio |  |

| 18 agosto 2004 | Gualdo | 3 – 0 | Sambenedettese |  |

| 22 agosto 2004 | Gubbio | 1 – 1 | Tolentino |  |

| 5 settembre 2004 | Sambenedettese | 2 – 2 | Fermana |  |

| 28 agosto 2004 | Fermana | 2 – 3 | Gualdo |  |

| 29 agosto 2004 | Tolentino | 2 – 0 | Sambenedettese |  |

| 4 settembre 2004 | Gualdo | 3 – 1 | Tolentino |  |

| 1º settembre 2004 | Sambenedettese | 0 – 3 | Gubbio |  |

### Girone M
| Squadra        | P.ti | G | V | N | P | GF | GS | DR |
| -------------- | ---- | - | - | - | - | -- | -- | -- |
| 1. Lanciano    | 12   | 5 | 4 | 0 | 1 | 7  | 2  | +5 |
| 2. Teramo      | 9    | 5 | 3 | 0 | 2 | 6  | 3  | +3 |
| 3. Giulianova  | 7    | 5 | 2 | 1 | 2 | 5  | 5  | 0  |
| 4. Morro d'Oro | 5    | 5 | 1 | 2 | 2 | 6  | 7  | -1 |
| 5. Rosetana    | 4    | 5 | 1 | 1 | 3 | 3  | 7  | -4 |
| 6. Chieti      | 3    | 5 | 0 | 3 | 2 | 4  | 7  | -3 |

| 14 agosto 2004 | Chieti | 2 – 2 | Teramo |  |

| 14 agosto 2004 | Giulianova | 1 – 0 | Rosetana |  |

| 14 agosto 2004 | Morro d'Oro | 0 – 3 | Lanciano |  |

| 18 agosto 2004 | Lanciano | 1 – 0 | Giulianova |  |

| 18 agosto 2004 | Rosetana | 2 – 0 | Chieti |  |

| 18 agosto 2004 | Teramo | 0 – 0 | Morro d'Oro |  |

| 22 agosto 2004 | Morro d'Oro | 1 – 1 | Chieti |  |

| 22 agosto 2004 | Rosetana | 0 – 2 | Lanciano |  |

| 29 agosto 2004 | Chieti | 1 – 1 | Giulianova |  |

| 25 agosto 2004 | Morro d'Oro | 3 – 0 | Rosetana |  |

| 25 agosto 2004 | Teramo | 2 – 0 | Lanciano |  |

| 5 settembre 2004 | Giulianova | 3 – 2 | Morro d'Oro |  |

| 5 settembre 2004 | Lanciano | 1 – 0 | Chieti |  |

| 1º settembre 2004 | Rosetana | 1 – 1 | Teramo |  |

| 22 agosto 2004 | Giulianova | 0 – 1 | Teramo |  |

### Girone N
| Squadra             | P.ti | G | V | N | P | GF | GS | DR |
| ------------------- | ---- | - | - | - | - | -- | -- | -- |
| 1. Lodigiani        | 10   | 4 | 3 | 1 | 0 | 9  | 5  | +4 |
| 2. Torres           | 7    | 4 | 2 | 1 | 1 | 7  | 4  | +3 |
| 3. Olbia            | 6    | 4 | 1 | 3 | 0 | 6  | 3  | +3 |
| 4. Latina           | 3    | 4 | 1 | 0 | 3 | 4  | 8  | -4 |
| 5. Castel di Sangro | 1    | 4 | 0 | 1 | 3 | 2  | 8  | -6 |

| 13 agosto 2004 | Cisco Lodigiani | 2 – 1 | Torres |  |

| 29 agosto 2004 | Castel di Sangro | 1 – 2 | Latina |  |

| 18 agosto 2004 | Latina | 1 – 2 | Torres |  |

| 5 settembre 2004 | Castel di Sangro | 0 – 0 | Olbia |  |

| 22 agosto 2004 | Cisco Lodigiani | 3 – 1 | Castel di Sangro |  |

| 25 agosto 2004 | Latina | 1 – 2 | Cisco Lodigiani |  |

| 25 agosto 2004 | Torres | 1 – 1 | Olbia |  |

| 1º settembre 2004 | Olbia | 2 – 2 | Cisco Lodigiani |  |

| 1º settembre 2004 | Torres | 3 – 0 | Castel di Sangro |  |

| 22 agosto 2004 | Olbia | 3 – 0 | Latina |  |

### Girone O
| Squadra        | P.ti | G | V | N | P | GF | GS | DR |
| -------------- | ---- | - | - | - | - | -- | -- | -- |
| 1. Frosinone   | 9    | 4 | 3 | 0 | 1 | 10 | 7  | +3 |
| 2. Cavese      | 7    | 4 | 2 | 1 | 1 | 7  | 6  | +1 |
| 3. Juve Stabia | 6    | 4 | 2 | 0 | 2 | 8  | 6  | +2 |
| 4. Sora        | 4    | 4 | 1 | 1 | 2 | 4  | 7  | -3 |
| 5. Giugliano   | 3    | 4 | 1 | 0 | 3 | 6  | 9  | -3 |

| 14 agosto 2004 | Juve Stabia | 1 – 3 | Frosinone |  |

| 14 agosto 2004 | Sora | 0 – 1 | Giugliano |  |

| 18 agosto 2004 | Cavese | 2 – 1 | Juve Stabia |  |

| 18 agosto 2004 | Frosinone | 0 – 2 | Sora |  |

| 22 agosto 2004 | Giugliano | 3 – 5 | Frosinone |  |

| 22 agosto 2004 | Sora | 2 – 2 | Cavese |  |

| 29 agosto 2004 | Cavese | 2 – 1 | Giugliano |  |

| 25 agosto 2004 | Juve Stabia | 4 – 0 | Sora |  |

| 1º settembre 2004 | Frosinone | 2 – 1 | Cavese |  |

| 1º settembre 2004 | Giugliano | 1 – 2 | Juve Stabia |  |

### Girone P
| Squadra           | P.ti | G | V | N | P | GF | GS | DR  |
| ----------------- | ---- | - | - | - | - | -- | -- | --- |
| 1. Benevento      | 10   | 4 | 3 | 1 | 0 | 11 | 3  | +8  |
| 2. Manfredonia    | 9    | 4 | 3 | 0 | 1 | 6  | 2  | +4  |
| 3. Foggia         | 7    | 4 | 2 | 1 | 1 | 8  | 3  | +5  |
| 4. Fidelis Andria | 3    | 4 | 1 | 0 | 3 | 11 | 8  | +3  |
| 5. Nocerina       | 0    | 4 | 0 | 0 | 4 | 0  | 20 | -20 |

| 14 agosto 2004 | Fidelis Andria | 8 – 0 | Nocerina |  |

| 14 agosto 2004 | Manfredonia | 2 – 0 | Foggia |  |

| 18 agosto 2004 | Foggia | 2 – 0 | Fidelis Andria |  |

| 29 agosto 2004 | Sporting Benevento | 1 – 0 | Manfredonia |  |

| 22 agosto 2004 | Fidelis Andria | 2 – 4 | Sporting Benevento |  |

| 22 agosto 2004 | Nocerina | 0 – 5 | Foggia |  |

| 25 agosto 2004 | Manfredonia | 2 – 1 | Fidelis Andria |  |

| 25 agosto 2004 | Sporting Benevento | 5 – 0 | Nocerina |  |

| 1º settembre 2004 | Foggia | 1 – 1 | Sporting Benevento |  |

| 1º settembre 2004 | Nocerina | 0 – 2 | Manfredonia |  |

### Girone Q
| Squadra    | P.ti | G | V | N | P | GF | GS | DR  |
| ---------- | ---- | - | - | - | - | -- | -- | --- |
| 1. Melfi   | 10   | 4 | 3 | 1 | 0 | 14 | 2  | +12 |
| 2. Potenza | 7    | 4 | 2 | 1 | 1 | 9  | 8  | +1  |
| 3. Rende   | 6    | 4 | 2 | 0 | 2 | 11 | 3  | +8  |
| 4. Martina | 4    | 4 | 1 | 1 | 2 | 3  | 8  | -5  |
| 5. Taranto | 1    | 4 | 0 | 1 | 3 | 6  | 20 | -14 |

| 14 agosto 2004 | Melfi | 6 – 0 | Taranto |  |

| 29 agosto 2004 | Potenza | 2 – 1 | Martina |  |

| 5 settembre 2004 | Martina | 1 – 0 | Rende |  |

| 5 settembre 2004 | Taranto | 4 – 6 | Potenza |  |

| 22 agosto 2004 | Rende | 7 – 1 | Taranto |  |

| 25 agosto 2004 | Melfi | 2 – 1 | Rende |  |

| 25 agosto 2004 | Taranto | 1 – 1 | Martina |  |

| 1º settembre 2004 | Martina | 0 – 5 | Melfi |  |

| 1º settembre 2004 | Rende | 2 – 0 | Potenza |  |

| 22 agosto 2004 | Potenza | 1 – 1 | Melfi |  |

### Girone R
| Squadra          | P.ti | G | V | N | P | GF | GS | DR  |
| ---------------- | ---- | - | - | - | - | -- | -- | --- |
| 1. Vittoria      | 10   | 4 | 3 | 1 | 0 | 6  | 0  | +6  |
| 2. Gela J.T.     | 7    | 4 | 2 | 1 | 1 | 9  | 5  | +4  |
| 3. Ragusa        | 7    | 4 | 2 | 1 | 1 | 5  | 4  | +1  |
| 4. Vigor Lamezia | 4    | 4 | 1 | 1 | 2 | 5  | 4  | +1  |
| 5. Igea Virtus   | 0    | 4 | 0 | 1 | 3 | 13 | 1  | -12 |

| 14 agosto 2004 | Igea Virtus | 0 – 3 | Ragusa |  |

| 29 agosto 2004 | Vigor Lamezia | 1 – 1 | Gela J.T. |  |

| 18 agosto 2004 | Gela J.T. | 0 – 3 | Vittoria |  |

| 5 settembre 2004 | Ragusa | 2 – 1 | Vigor Lamezia |  |

| 22 agosto 2004 | Vigor Lamezia | 3 – 0 | Igea Virtus |  |

| 22 agosto 2004 | Vittoria | 0 – 0 | Ragusa |  |

| 25 agosto 2004 | Ragusa | 0 – 3 | Gela J.T. |  |

| 1º settembre 2004 | Gela J.T. | 5 – 1 | Igea Virtus |  |

| 1º settembre 2004 | Vittoria | 1 – 0 | Vigor Lamezia |  |

| 25 agosto 2004 | Igea Virtus | 0 – 2 | Vittoria |  |

## Fase ad eliminazione diretta

### Sedicesimi di finale
| Squadra 1   | Totale | Squadra 2  | Andata     | Ritorno         |
| ----------- | ------ | ---------- | ---------- | --------------- |
|             |        |            | 03.11.2004 | 24.11.2004      |
| Biellese    | 1 - 4  | Pavia      | 1 - 2      | 0 - 2           |
| Novara      | 4 - 4  | Ivrea      | 2 - 2      | 2 - 2 (7-8 dcr) |
| Padova      | 1 - 3  | Como       | 1 - 1      | 0 - 2           |
| Pro Patria  | 4 - 4  | Cittadella | 3 - 3      | 1 - 1           |
| Lumezzane   | 4 - 3  | SPAL       | 4 - 1      | 0 - 2           |
| Cremonese   | 2 - 3  | Rimini     | 2 - 2      | 0 - 1           |
| Castelnuovo | 0 - 3  | Spezia     | 0 - 0      | 0 - 3           |
| Massese     | 3 - 4  | Lucchese   | 1 - 2      | 2 - 2           |
| Gualdo      | 2 - 2  | Pisa       | 1 - 1      | 1 - 1 (5-3 dcr) |
| Prato       | 8 - 4  | San Marino | 3 - 1      | 5 - 3           |
| Frosinone   | 5 - 0  | Benevento  | 3 - 0      | 2 - 0           |
| Lodigiani   | 1 - 2  | Teramo     | 0 - 2      | 1 - 0           |
| Manfredonia | 3 - 2  | Lanciano   | 2 - 2      | 1 - 0           |
| Torres      | 3 - 4  | Avellino   | 3 - 2      | 0 - 2           |
| Vittoria    | 4 - 3  | Gela J.T.  | 3 - 1      | 1 - 2           |
| Melfi       | 2 - 6  | Acireale   | 1 - 2      | 1 - 4           |

### Ottavi di finale
| Squadra 1   | Totale | Squadra 2  | Andata     | Ritorno         |
| ----------- | ------ | ---------- | ---------- | --------------- |
|             |        |            | 19.01.2005 | 02.02.2005      |
| Ivrea       | 3 - 2  | Pavia      | 3 - 0      | 0 - 2           |
| Como        | 0 - 3  | Cittadella | 0 - 2      | 0 - 1           |
| Lumezzane   | 0 - 2  | Rimini     | 0 - 0      | 0 - 2           |
| Lucchese    | 1 - 2  | Spezia     | 1 - 1      | 0 - 1           |
| Prato       | 3 - 2  | Gualdo     | 2 - 1      | 1 - 1           |
| Teramo      | 2 - 3  | Frosinone  | 1 - 2      | 1 - 1           |
| Manfredonia | 4 - 4  | Avellino   | 2 - 2      | 2 - 2 (4-6 dcr) |
| Vittoria    | 1 - 2  | Acireale   | 0 - 1      | 1 - 1           |

### Quarti di finale
| Squadra 1  | Totale | Squadra 2 | Andata     | Ritorno    |
| ---------- | ------ | --------- | ---------- | ---------- |
|            |        |           | 23.02.2005 | 16.03.2005 |
| Ivrea      | 1 - 2  | Spezia    | 0 - 1      | 1 - 1      |
| Cittadella | 4 - 1  | Prato     | 1 - 1      | 3 - 0      |
| Rimini     | 2 - 2  | Frosinone | 1 - 2      | 1 - 0      |
| Acireale   | 3 - 2  | Avellino  | 2 - 0      | 1 - 2      |

### Semifinali
| Squadra 1  | Totale | Squadra 2 | Andata     | Ritorno    |
| ---------- | ------ | --------- | ---------- | ---------- |
|            |        |           | 30.03.2005 | 13.04.2005 |
| Cittadella | 2 - 3  | Spezia    | 2 - 0      | 0 - 3      |
| Acireale   | 3 - 6  | Frosinone | 0 - 3      | 3 - 3      |

### Finale
| Squadra 1 | Totale | Squadra 2 | Andata     | Ritorno    |
| --------- | ------ | --------- | ---------- | ---------- |
|           |        |           | 28.04.2005 | 05.05.2005 |
| Frosinone | 1 - 2  | Spezia    | 0 - 1      | 1 - 1      |

| Arbitro: | Velotto (Grosseto) |

|  |           |               |
|  | Marcatori | 87’ Matteassi |

| Arbitro: | Herberg (Messina) |

|              |           |            |
| Guidetti 80’ | Marcatori | 30’ Aquino |

### Tabellini finale

#### Andata
Frosinone: De Juliis, Arno , Molinari, Lonardo, Di Simone (55' Cariello), De Giorgio, De Angelis, D' Antoni (75' Mocarelli), Bruno, Mastronunzio (46' De Cesare), Di Nardo. All. Pagliari.
Spezia: Rubini, Dellafiore , Bordin , Bruni, Corradi, Matteassi (90' Beati), Tricarico, Anaclerio, Scoponi (67' Bruccini), Baggio (71' Veronese), Guidetti. All. Dominissini.

#### Ritorno
Spezia: Rubini (28' Monguzzi), Rizzo, Bordin, Bruni, Corradi , Matteassi, Tricarico , Anaclerio  (90' Beati), Scoponi, Baggio (68' Veronese), Guidetti 
. All. Dominissini.
Frosinone: De Juliis, Pagani , Molinari, Lonardo, Bruno, Arno, De Angelis (68' D' Antoni), Mocarelli (84' De Cesare), De Giorgio  (57' Cariello), Di Nardo, Aquino . All. Pagliari.